# Буна Сарр
Буна Сарр (фр. Bouna Sarr, нар. 31 січня 1992, Ліон) — французький футболіст сенегальсько-гвінейського походження, правий захисник мюнхенської «Баварії».

## Ігрова кар'єра
Народився 31 січня 1992 року в місті Ліон. Розпочав свою футбольну кар'єру у віці 6 років, у рідному місті в клубі «Жерлан», в 7-му окрузі Ліона. У 17-річному віці він потрапив у центр підготовки «Меца». З командою до 19 років він виграв Кубок Гамбарделла в 2010 році.
З 2011 року став виступати за основну команду, зігравши у сезоні 2011/12 лише 9 матчів у Лізі 2. Команда за підсумками того сезону вилетіла у третій дивізіон, де Сарр таки став основним гравцем. Він допоміг команді за два роки вийти з нього до Ліги 1, в якій дебютував з командою у сезоні 2014/15. Зігравши у 30 матчах і забивши 2 голи, він не врятував команду від вильоту.
7 липня 2015 року «Марсель» оголосив про підписання з Сарром контракту за 1,5 млн. євро. Станом на 1 червня 2020 року відіграв за команду з Марселя 136 матчів у національному чемпіонаті. У складі «олімпійців» Сарр грає в різних амплуа від флангового атакувального півзахисника до правого захисника. Пройшовши навчання та провівши більшість кар'єри в амплуа флангового атакувального півзахисника, він був перекваліфікований в правого захисника в сезоні 2017/18 тренером Руді Гарсія. Влітку 2019 новий тренер Андре Віллаш-Боаш початково не довіряв Сарру, однак з огляду на травми в лініях як захисту (Хірокі Сакаї), так і нападу (Флоріан Товен) змушений був використовувати франко-гвінейця почергово на обох позиціях. Сам Буна заявляв, що не вважає цю зміну позиції перевагою.

## Збірна
Народившись у сім'ї сенегальця і гвінейки, Буна Сарр мав право, окрім французької, виступати за будь-яку з цих двох національних збірних. У грудні 2014 року він був запрошений національною збірною Гвінеї увійти у заявку її команди на Кубок африканських націй 2015 року, але відмовився. Наприкінці квітня 2018 року Сарр отримав виклик і від збірної Сенегалу, відхиливши і цю пропозицію.

## Статистика виступів

### Статистика клубних виступів
| Сезон               | Команда             | Чемпіонат           | Чемпіонат | Чемпіонат | Національний кубок | Національний кубок | Національний кубок | Континентальні кубки | Континентальні кубки | Континентальні кубки | Інші змагання | Інші змагання | Інші змагання | Усього | Усього |
| Сезон               | Команда             | Ліга                | Ігор      | Голів     | Ліга               | Ігор               | Голів              | Ліга                 | Ігор                 | Голів                | Ліга          | Ігор          | Голів         | Ігор   | Голів  |
| ------------------- | ------------------- | ------------------- | --------- | --------- | ------------------ | ------------------ | ------------------ | -------------------- | -------------------- | -------------------- | ------------- | ------------- | ------------- | ------ | ------ |
| 2011–12             | «Мец»               | Л2 (ІІ)             | 9         | 1         | КФ+КЛ              | 2+0                | 0                  | -                    | -                    | -                    | -             | -             | -             | 11     | 1      |
| 2012–13             | «Мец»               | Н (ІІІ)             | 29        | 3         | КФ+КЛ              | 4+3                | 0+0                | -                    | -                    | -                    | -             | -             | -             | 36     | 3      |
| 2013–14             | «Мец»               | Л2 (ІІ)             | 28        | 1         | КФ+КЛ              | 1+1                | 0+0                | -                    | -                    | -                    | -             | -             | -             | 30     | 1      |
| 2014–15             | «Мец»               | Л1                  | 30        | 2         | КФ+КЛ              | 2+1                | 1+0                | -                    | -                    | -                    | -             | -             | -             | 33     | 3      |
| Усього за «Мец»     | Усього за «Мец»     | Усього за «Мец»     | 96        | 7         |                    | 14                 | 1                  |                      |                      |                      |               |               |               | 110    | 8      |
| 2015–16             | «Марсель»           | Л1                  | 25        | 2         | КФ+КЛ              | 3+2                | 0+1                | ЛЄ                   | 3                    | 0                    | -             | -             | -             | 33     | 3      |
| 2016–17             | «Марсель»           | Л1                  | 26        | 0         | КФ+КЛ              | 1+2                | 0+1                | -                    | -                    | -                    | -             | -             | -             | 29     | 1      |
| 2017–18             | «Марсель»           | Л1                  | 29        | 0         | КФ+КЛ              | 3+1                | 0                  | ЛЄ                   | 15                   | 1                    | -             | -             | -             | 48     | 1      |
| 2018–19             | «Марсель»           | Л1                  | 29        | 1         | КФ+КЛ              | 1+1                | 0                  | ЛЄ                   | 6                    | 0                    | -             | -             | -             | 37     | 1      |
| 2019–20             | «Марсель»           | Л1                  | 27        | 1         | КФ+КЛ              | 4+1                | 1+0                | -                    | -                    | -                    | -             | -             | -             | 32     | 2      |
| Усього за «Марсель» | Усього за «Марсель» | Усього за «Марсель» | 136       | 4         |                    | 19                 | 3                  |                      | 24                   | 1                    |               | -             | -             | 179    | 8      |
| Усього за кар'єру   | Усього за кар'єру   | Усього за кар'єру   | 232       | 10        |                    | 33                 | 4                  |                      | 24                   | 1                    |               |               |               | 289    | 16     |

## Титули і досягнення
- Переможець Клубного чемпіонату світу (1):

«Баварія»: 2020
- Чемпіон Німеччини (3):

«Баварія»: 2020-21, 2021-22, 2022-23
- Володар Суперкубка Німеччини (1):

«Баварія»: 2021
- Переможець Кубка африканських націй: 2021